# Jimmy Starr
Pour les articles homonymes, voir Starr.
Jimmy Starr, né le 3 février 1904 au Texas et décédé le 13 août 1990 à Phoenix, Arizona, est un scénariste, un journaliste et un auteur américain de roman policier.

## Biographie
Dans les années 1930, il rédige les scénarios de nombreux courts métrages de comédie, notamment plusieurs de la série de la famille Smith. Il travaille pendant la Seconde Guerre mondiale dans le milieu de la presse, devient un échotier de Hollywood et, à ce titre, fait de courtes apparitions dans quelques films. 
Il publie également trois romans policiers, où son héros récurrent, le reporter Joe Medford, se trouve mêlé à des enquêtes criminelles dans le monde des stars du cinéma. Le premier de la série, non traduit en France, est adapté au cinéma en 1947 par Henry Levin sous le titre L'assassin ne pardonne pas (The Corpse Came C.O.D.), avec George Brent, Joan Blondell et Adele Jergens. Le seul traduit en français Ma tête à couper (Heads You Lose) est « après un début prometteur et rapide, ce roman sombre quelque peu dans un ronron verbal, et certaines répliques supposées humoristiques et hilarantes tombent à plat. Heureusement le dénouement est rondement mené malgré certaines invraisemblances » selon Paul Maugendre.

## Œuvre

### Romans

#### SérieJoe Medford
- The Corpse Came C.O.D. (1944)
- Three Short Biers (1945)
- Heads You Lose (1950)  Publié en français sous le titre Ma tête à couper, Paris, Gallimard, Série noire no 104, 1951

## Filmographie

### comme scénariste

#### Courts-métrages
- 1926 : Flirty Four-Flushers
- 1927 : A American Hero
- 1927 : A Dozen Socks
- 1927 : Catalina, Here I Come
- 1927 : The College Kiddo
- 1927 : Smith's Candy Shop
- 1927 : Love's Languid Lure
- 1927 : Smith's Pony
- 1927 : Smith's Cook
- 1927 : Dady Boy
- 1927 : For Sale, a Bungalow
- 1927 : Smith's Cousin
- 1927 : Smith's Modiste Shop
- 1927 : Love in a Police Station
- 1928 : Smith's Holiday
- 1929 : Pink Pajamas
- 1930 : Johnny's Week End
- 1930 : Don't Give Up
- 1930 : Our Nagging Wives
- 1930 : Up a Tree
- 1931 : The Shooting of Dan the Duck

#### Long métrage
- 1929 : Stolen Kisses de Ray Enright
- 1930 : In the Next Room d'Edward F. Cline
- 1943 : A Night for Crime de Alexis ThurnTaxis, d'après une histoire de Jimmy Starr

### comme acteur
- 1940 : Scatterbrain : Joe Kelton
- 1942 : Foreign Agent : Reporter
- 1943 : A Night for Crime : Jimmy Starr Columnist
- 1946 : Out California Way : Jimmy Starr, Radio Commentator

## Sources
- Claude Mesplède et Jean-Jacques Schleret, SN Voyage au bout de la noire, Paris, Futuropolis, 1982, p. 345.
- Claude Mesplède, Les Années "Série noire" : bibliographie critique d'une collection policière, vol. 1 : 1945-1959, Amiens, Editions Encrage, coll. « Travaux » (no 13), 1992 (ISBN 978-2-906-38934-2), p. 84.